# Скотт (национальный парк)
Национальный парк Скотт (англ. Scott National Park) — национальный парк в штате Западная Австралия, расположенный в 265 км к югу от столицы штата Перта. Площадь парка составляет 32,73 км². Парк простирается в бассейне реки Скотт на восточном берегу реки Блэквуд и частично на прибрежной равнине Скотта.

## Расположение
Парк находится примерно в 60 км к югу от Басселтона и в 15 км к востоку от Огасты. Расположен между национальными парками Лувин-Натуралисте и Д’Антркасто недалеко от побережья Южного океана. Включает в себя устье и нижнее течение рек Блэквуд и Скотт.
В парк можно попасть с Брокманского шоссе по десятикилометровой дороге с частично асфальтированным покрытием. В самом парке дорог нет. Только лодки имеют доступ к немногим объектам, расположенным в парке.

## Флора и фауна
Ландшафт парка включает открытые леса Eucalyptus marginata и банксии вместе с обширными болотами и речной растительностью. Здесь обитают западный серый кенгуру, чёрный лебедь, эму, бакланы, цапли и попугаи.
Флора парка включает многие исчезающие виды растений.